# Richard Lyne
Richard Lyne (Newport, Wales, 2. travnja 1885. —  Clifton, Bristol, Engleska, 13. travnja 1957.) bio je velški hokejaš na travi. 
Osvojio je brončano odličje na hokejaškom turniru na Olimpijskim igrama 1908. u Londonu igrajući za Wales. 